# Ushebti

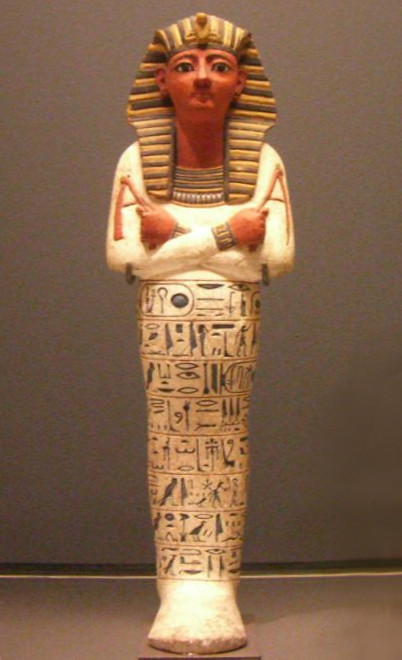
Ushebti de Ramsés IV. Museo del Louvre.

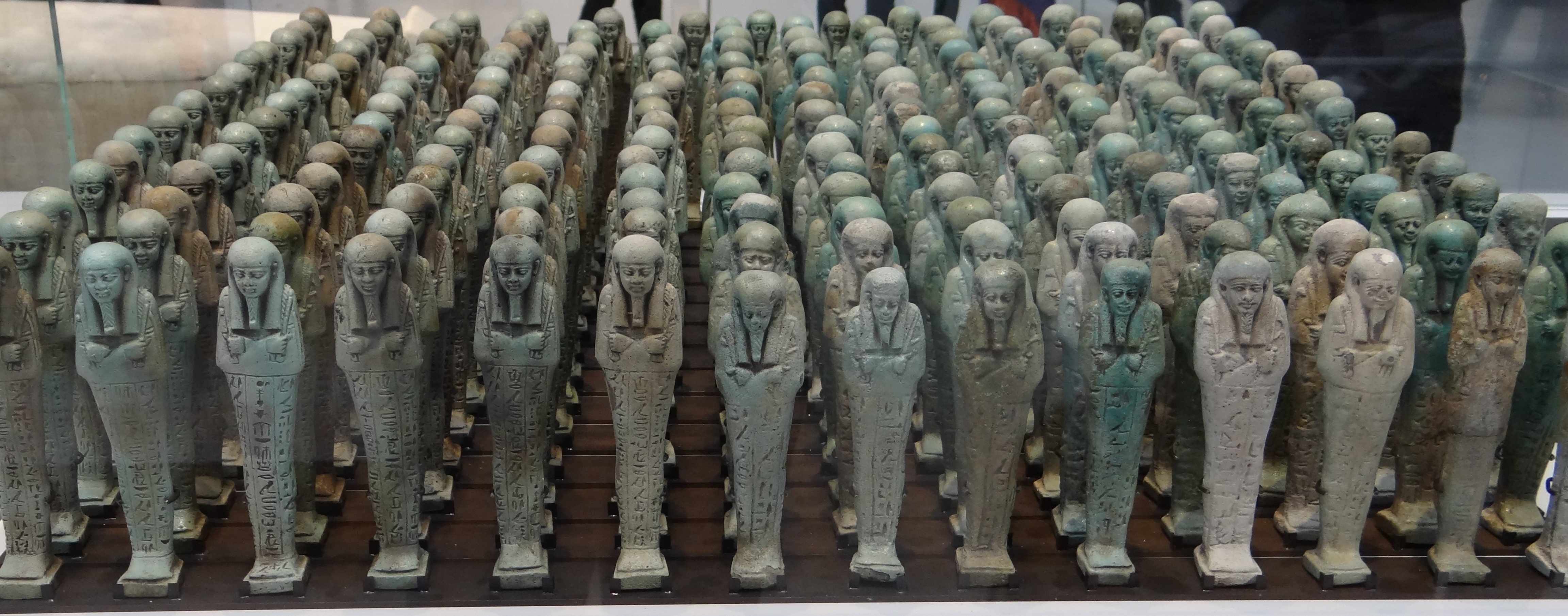
Ushebtis de Neferibreheb, de fayenza.

Ushebti es un término egipcio que significa «el que responde» y son pequeñas estatuas que, en el Antiguo Egipto, se depositaban en la tumba del difunto. La mayoría estaban hechas de fayenza, madera o piedra. 
Su cometido, en la religión y mitología egipcia, era servir al difunto en el Aaru (el paraíso de la mitología egipcia), ya que los egipcios pensaban que los espíritus de estas estatuillas trabajarían para ellos en la otra vida. 
Su nombre varió a medida que la lengua egipcia fue evolucionando. Se denominaron shabtis durante el Imperio Medio, shauabtis en el Imperio Nuevo y ushebtis a partir del Periodo tardío de Egipto.
Los ejemplares más antiguos proceden de la tumba de Gua en Bersha, que vivió durante el Imperio Medio.
Generalmente eran figuras momiformes, a imagen del difunto, portando una azada y un pico y, a veces, un saco para el grano a la espalda. En el Imperio Medio llevaban inscrito la fórmula 472 de los Textos de los Sarcófagos; durante el Imperio Nuevo, en la parte delantera tenían escrito el capítulo VI del Libro de los Muertos que, al ser recitado, "les dotaba de vida" y así podían trabajar en lugar del difunto. 
El número de ushebtis depositados en las tumbas varió según la época e importancia del personaje. Algunos sepulcros del Imperio Nuevo poseían 365 ushebtis, o más, correspondientes a cada día del año; se encontraron más de cuatrocientos en la tumba del faraón Tutankamon (Tut-anj-Amón), en la de Seti I más de setecientos, y en la de Taharqo más de un millar.

## Precedentes
Los precedentes de estas estatuillas se encuentran en las primitivas prácticas de ejecuciones rituales. Durante la dinastía I, el faraón Dyer fue inhumado junto a su esposa y en las inmediaciones de su tumba se hallaron más de trescientos sirvientes. Al finalizar la dinastía II los sacrificios rituales fueron reemplazados por reproducciones simbólicas grabadas en los muros de las tumbas, estatuillas de portadores de ofrendas y sirvientes representando diversos oficios. A partir del Imperio Medio se generalizó el empleo de ushebtis.